# Our Days
《Our days》는 SG 워너비의 미니 앨범으로 2016년 11월 19일에 발매되었으며 SG 워너비 멤버 전원이 작사, 작곡, 프로듀싱 등 앨범 전 영역에 참여하였다. 앨범 발매 하루 전인 11월 18일에는 부산, 대구, 대전, 서울 등 4개의 도시에서 직접 팬들과 만나는 게릴라 이벤트를 개최하였다.

## 트랙리스트
1. 아임미싱유 <작곡: 조영수 / 작사: SG 워너비 / 편곡: 이유진>(Title)
2. 나를 떠나요 <작곡: 이석훈 / 작곡: 이석훈 / 편곡: Captain Planet>
3. 습관처럼 <작곡: 이석훈, 김진호 / 작사: SG 워너비 / 편곡: Captain Planet>
4. 너를 그리다 <작곡: 김용준, Brian U, 조셉 케이 / 작사: 김용준 / 편곡: 김용준, Brian U, 조셉 케이>
5. 탄생 <작곡: 이석훈, 김진호 / 작사: 김진호 / 편곡: 이석훈, Captain Planet>